# Gerhard Kaufmann (Volkskundler)
Gerhard Kaufmann (* 27. Juli 1936 in Kiel; † 4. Juli 2009 in Hamburg) war ein deutscher Geograf, Volkskundler und Direktor des Altonaer Museums.

## Leben und Wirken
Gerhard Kaufmann war ein Sohn von Hermann Kaufmann und dessen Ehefrau Anna, geborene Schnack. Er hatte einen Bruder namens Günter. Nach dem Tod des Vaters am 27. August 1945 wuchsen beide Kinder bei ihrer Mutter auf. Gerhard Kaufmann absolvierte in seiner Geburtsstadt Kiel das Abitur und studierte ab dem Sommersemester 1956 Geografie, Mathematik, Kunstgeschichte, Philosophie, Pädagogik und Volkskunde an der Universität Kiel. Zum Sommersemester 1957 wechselte er an die Universität Freiburg im Breisgau. Er beendete das Studium 1964 an der Kieler Universität mit der Promotion in Geografie zum Dr. rer. nat über den Strukturwandel in ländlichen Siedlungen Schleswig-Holsteins seit der Mitte des 19. Jahrhunderts. Am 1. September 1964 erhielt er eine Stelle als Volontär am Altonaer Museum. Am 1. Januar 1967 übernahm er von Hildemarie Schwindrazheim die Leitung der Abteilung Allgemeine Kulturgeschichte des Museums und fungierte als Stellvertreter des Museumsleiters Gerhard Wietek.
Kaufmann beschäftigte sich insbesondere mit allgemeiner Kulturgeschichte, norddeutschen Volkslebens- und Landschaftsgemälden, Kunstpopularisierung, Grafik und Kunsthandwerk. 1973 kuratierte er im Museum die Ausstellung „Volkslebensbilder aus Norddeutschland“, die begleitend zum Kongress „Stadt-Land-Beziehungen“ der Deutschen Gesellschaft für Volkskunde stattfand. Er entschied, in die Bestände bekannter Grafiken und insbesondere der Bilderbögen des Museums gedruckte Bildpostkarten aufzunehmen. Somit kamen circa 1,7 Millionen Exponate zusammen, die in dieser Anzahl vermutlich selten sind.
Am 1. Juli 1978 übernahm Kaufmann als fünfter Leiter nach Otto Lehmann, Hubert Stierling, Günther Grundmann und Gerhard Wietek den Direktorenposten des Altonaer Museums. Der Hamburger Senat verlieh ihm gleichzeitig einen Professorentitel. Ein Großbrand des Museums in der Nacht vom 30. Mai 1980 hatte entscheidenden Einfluss auf Kaufmanns weiteres Wirken. Er entschied wenig später, das Museum schnellstmöglich wieder zu eröffnen, neu aufzubauen, zu modernisieren und zu erweitern. Im Rahmen seiner Initiative sah er sich kontroversen Diskussionen ausgesetzt. Die Ergebnisse umfangreicher interner Auseinandersetzungen über eine neue Ausrichtung des Museums beschrieb Kaufmann 1989 in dem „Konzept für den Wiederaufbau und die Neuaufstellung des Altonaer Museums“.
Während seiner Zeit als Direktor räumte Kaufmann der Vermittlung kulturgeschichtlicher und kulturgeografischer Zusammenhänge gegenüber der bildenden Kunst größeren Raum ein. 1979 gab das Museum unter anderem die zoologische Sammlung, die ein Bestandteil von Otto Lehmanns Ausstellungskonzept gewesen war, an die Hamburger Universität ab. Kaufmann wollte im Bereich der Naturwissenschaften eine modernisierte geologische Abteilung beibehalten, die in neuer Form die naturräumlichen Hintergründe der norddeutschen Kulturgeschichte darstellen sollte.
Die Modernisierung des Museums erfolgte in mehreren Schritten und dauerte Jahre. Neben vielen Sonderausstellungen kuratierte Kaufmann auch Kunstausstellungen in der Hamburgischen Landesbank. Außerdem wählte er historische norddeutsche Bilder aus dem Zeitraum von 1969 bis 2002 aus, die in Kalendern der Vereins- und Westbank erschienen und deren kulturgeschichtlichen Hintergrund er darstellte. 1991 nahm das Altonaer Museum an dem Projekt „Die Elbe – Ein Lebenslauf“ des Deutschen Historischen Museums teil. Kaufmann leitete dabei den Abschnitt zur unteren Elbe. Bei Sonderausstellung hierzu 1992/93 in Dresden, Hamburg und Prag präsentierte er zahlreiche Leihgaben des Altonaer Museums.
Am 30. Juli 2001 endete Kaufmanns Dienstzeit. An diesem Tag eröffnete er eine neu eingerichtete geologische Abteilung im Erdgeschoss des Museums. Im Ruhestand arbeitete er weiter für die „Freunde des Altonaer Museums“. Bereits während der Zeit als Direktor hatte er Vortragsreihen des Vereins organisiert und zusammen mit seiner Ehefrau Ingeburg viele in- und ausländische Exkursion vorbereitet und angeführt.
Kaufmann engagierte sich über viele Jahre für die SPD in der Lokalpolitik im Landkreis Stade und an seinem Wohnsitz Jork. Außerdem setzte er sich für Kultur und Denkmalpflege ein. Er übernahm den stellvertretenden Vorsitz der Kulturstiftung Altes Land, die eine eigene Publikationsreihe hat. Bis 2009 gab Kaufmann die ersten drei Bände dieser Sammlung heraus und schrieb hierfür eigene Vorworte.